# The Haunted Bedroom (film 1913)
The Haunted Bedroom è un cortometraggio muto del 1913. Non si conosce il nome del regista del film prodotto dalla Edison che aveva come interpreti Herbert Prior, Mabel Trunnelle, Augustus Phillips.

## Trama
La povera Lisette non può sposare l'amato Jean perché il padre di lui ha imposto come condizione che la ragazza porti con sé una dote di diecimila franchi. Lisette, dapprima, pensa di raccogliere quella cifra con il suo lavoro di ricamatrice. Ma, dopo un anno, è riuscita a racimolare solo un quinto della somma pretesa dal signor Germain che, nel frattempo, insiste affinché il figlio sposi qualche altra ragazza. Lisette, allora, affida il denaro così duramente guadagnato a suo fratello Paul che le prospetta un qualche tipo di investimento. La ragazza ignora che Pierre è un frequentatore abituale di loschi posti dove si gioca d'azzardo. Il giovane gioca tutto il denaro di Lisette e ha fortuna: in mezz'ora riesce ad arrivare alla somma convenuta. Ma se vincere è stato facile, non altrettanto sarà uscire da quel posto con tutto quel denaro. Il gestore della sala, infatti, cerca di trattenerlo. Dopo una colluttazione, Paul riesce a fuggire ma fuori viene pugnalato. Ferito, trova riparo in una locanda dove muore, dopo aver nascosto il denaro in una fessura del pavimento.

Da quel momento, il suo fantasma rimase a guardia della camera che si guadagnò il nome di stanza infestata e fu evitata da tutti.

Un giorno, un inglese, infischiandosene della cattiva nomea del posto, prese la stanza. Il fantasma riconobbe in lui un uomo onesto e, sotto la sua influenza, gli fece trovare il denaro e un giornale con su scritto l'indirizzo di Lisette. La ragazza, che aveva perduto tutte le speranze e non si aspettava altro che una vita di miseria e di stenti, ricevette con gioia quel denaro che le restituì la fiducia riportandole finalmente il sorriso.

## Produzione
Il film fu prodotto dalla Edison Company.

## Distribuzione
Distribuito dalla General Film Company, il film - un cortometraggio in una bobina - uscì nelle sale cinematografiche degli Stati Uniti il 20 dicembre 1913.